# Guilty as Sin?
«Guilty as Sin?» — песня американской певицы и автора-исполнителя Тейлор Свифт. Она была выпущена 19 апреля 2024 года на лейбле Republic Records в качестве девятого трека её одиннадцатого студийного альбома The Tortured Poets Department (2024). Песня была написана Свифт вместе с Джеком Антоноффом, который выступил сопродюсером. Это трек в стиле поп-рок и софт-рок 1990-х годов, сочетающий в себе стили рок, кантри и фолк.
Свифт впервые исполнила песню 18 мая 2024 года на концерте в Стокгольме в рамках Eras Tour.

## Предыстория
Свифт анонсировала The Tortured Poets Department 4 февраля 2024 года на 66-й ежегодной церемонии вручения премии «Грэмми» во время своей речи в номинации «Лучший поп-вокальный альбом». Вскоре после анонса обложка альбома была опубликована на её профиле в Instagram. На сайте Свифт также появилась возможность предзаказа альбома на виниле, CD, кассете и в цифровом формате. Песня «Guilty as Sin?» появилась в альбоме в качестве девятого трека.

## Композиция
«Guilty as Sin?» — софт-рок и поп-рок 1990-х годов, сочетающий в себе стили рока, кантри и фолка, подчёркнутый живыми ударными. Лирически песня посвящена желанию, где героиня Свифт, все ещё находясь в отношениях, жаждет близости с другим. Отношения, о которых идёт речь, заставляют её чувствовать себя в ловушке («Моя скука глубока / Эта клетка когда-то была прекрасной / Могу ли я плакать? / Я мечтаю взломать замки»; «My boredom’s bone deep/ This cage was once just fine/ Am I allowed to cry? / I dream of crackin' locks»). Она задаётся вопросом, должна ли она быть виновата в своих сексуальных мыслях («Что, если он написал „мой“ на верхней части моего бедра / Только в моём воображении?»; «What if he’s written 'mine' on my upper thigh / Only in my mind?») и логически объясняет их («Не касаясь его кожи, как я могу быть грешна?»; «Without ever touching his skin, how can I be guilty as sin?»).
В треке много религиозных образов, Свифт поёт: «Что, если я отброшу камень? / Они все равно распнут меня», показывая, что рассказчица осознаёт, как общественность воспринимает её за эту интрижку. Лаура Снейпс из The Guardian интерпретировала слова песни: «Эти роковые фантазии/ Уступают место затруднённому дыханию/ Забирают всю меня/ Мы уже сделали это в моей голове», как намёк на мастурбацию и Клара Торп из BBC. Мехера Боннер из Cosmopolitan отметила, что «Guilty as Sin?» лирически связана с песней Свифт 2022 года «Carolina», в которой есть сходная фраза «guilty as sin» для описания «[сна] в постели лжеца». Тем временем Брайан Уэст из The Tennessean сравнил тему неверности с «Gorgeous», треком из альбома Свифт 2017 года Reputation.

## Отзывы
Кен Такер из NPR оценил «Guilty as Sin?» за демонстрацию уязвимых и слабых сторон Свифт в сравнении с современной поп-культурой, насыщенной «крутыми, жёсткими, идеальными, независимыми женщинами», и нашёл трек «умно ретроградным». Рецензируя альбом для Vanity Fair, Эрин Вандерхофф назвала песню «очаровательной и соблазнительной» и сочла её «эмоциональной вершиной альбома». В рецензии на альбом для The Spinoff Алекс Кейси и Исайя Тур назвали трек одним из своих любимых. Росс Хортон из MusicOMH назвал «Guilty as Sin?» одним из лучших треков альбома, приписав его успех амбивалентным лирическим настроениям и сказав, что трек «стал бы изюминкой любого из её альбомов».
Продюсирование и вокал Свифт получили высокую оценку. Уэст описал песню как «запоминающуюся композицию с удлинёнными, неземными гармониями». В Irish Independent Джон Мигер похвалил текст и вокал Свифт за то, что в них «один из самых прекрасных вокалов, которые Свифт когда-либо записывала на плёнку». Мэри Сироки из Consequence выбрала «Guilty as Sin?» в качестве одного из «важнейших треков» альбома за демонстрацию «индивидуальности», а Анна Лешкевич аналогично отметила его как «пару ярких поп-треков, сияющих сквозь туман». Линдси Золадз из The New York Times оценила трек за его софт-рок в стиле 1990-х и вокал Свифт. Дав треку четыре звезды из пяти, Уилл Ходжкинсон из The Times написал: «Серьёзная, чисто американская подача несколько омрачает эротизм, но это прямо из школы поп-рока Fleetwood Mac, вдохновлённого катастрофической романтикой».

## Участники записи
По данным Tidal.
- Тейлор Свифт — вокал, продюсер
- Джек Антонофф — программирование, виолончель, синтезатор, бас, электрогитара, акустическая гитара, фоновый вокал, меллотрон
- Сербан Генеа — микширование
- Брайс Бордоне — инженер по микшированию
- Лаура Сиск — инженер звукозаписи и по вокалу
- Оли Джейкобс — инженер звукозаписи
- Джон Шер — ассистент инженера звукозаписи
- Джек Мэннинг — ассистент инженера звукозаписи
- Рэнди Меррилл — мастеринг
- Кристофер Роу — инженер звукозаписи и по вокалу
- Бобби Хоук — струнные

## Чарты
| Чарт (2024)                              | Высшая позиция |
| ---------------------------------------- | -------------- |
| Австралия (ARIA)                         | 10             |
| Великобритания (UK Streaming Chart, OCC) | 16             |
| Ирландия (Billboard)                     | 18             |
| Испания (PROMUSICAE)                     | 84             |
| Канада (Billboard Canadian Hot 100)      | 13             |
| Литва (AGATA)                            | 66             |
| Мир (Billboard Global 200)               | 11             |
| Новая Зеландия (Recorded Music NZ)       | 11             |
| Словакия (Singles Digitál Top 100)       | 73             |
| США (Billboard Hot 100) ·                | 10             |
| Франция (SNEP)                           | 103            |
| Чехия (Singles Digitál Top 100)          | 67             |
| Швеция (Sverigetopplistan)               | 49             |

## Сертификации
| Регион                                                                      | Сертификация | Продажи |
| --------------------------------------------------------------------------- | ------------ | ------- |
| Австралия (ARIA)                                                            | Платиновый   | 70 000  |
| Великобритания (BPI)                                                        | Серебряный   | 200 000 |
| Данные о продажах + прослушиваниях приведены только на основе сертификации. |              |         |